# 平井希
平井 希（ひらい　のぞみ、1986年9月19日 - ）は、静岡県出身の日本の柔道家。57kg級の選手。身長164cm。組み手は左組み。段位は弐段。得意技は小内刈。現在は自衛隊体育学校に所属する陸上自衛官（2等陸曹）。

## 人物
柔道は6歳の時に始めた。中学になると神奈川県相模原市にある相武館吉田道場に入門して寮生活を送ることになった(この道場の3年後輩には中村美里もいた)。相原中学2年の時に出場した全国中学校柔道大会の個人戦57kg級では2位に終わったものの、団体戦ではチームの優勝に貢献した。3年の時には団体戦は5位だったものの、個人戦では63kg級に階級を上げて優勝を果たした。その後、東海大相模高校に進学するが、女子部員が他にいなかったためよく東海大学へ出稽古に通っていた。2年の時には講道館杯で3位となった。3年の時には全日本ジュニアで優勝して世界ジュニア代表に選ばれるが5位に終わった。東海大学に進学後、全日本ジュニアで2連覇を果たすと、学生体重別でも2連覇を達成した。2年の時には体重別で決勝まで進むが、コマツの谷本歩実に合技で敗れて2位に終わった。講道館杯では1年の時から毎回上位に進出するが2位、3位止まりで優勝までには至らなかった。団体戦の全日本学生柔道優勝大会では3年の時にチームの優勝に貢献した。2009年にはグランドスラム・パリに出場して決勝まで勝ち上がるが、三井住友海上の上野順恵に総合負けを喫して2位に終わった。大学を卒業後は自衛隊体育学校所属となり、講道館杯でも初優勝を飾った。グランドスラム・東京では3位だった。2010年になると階級を57kg級に変更した。講道館杯で3位になると、続くグランドスラム・東京では決勝まで進むものの、世界チャンピオンであるフォーリーフジャパンの松本薫にGSに入ってからの横四方固で敗れたが2位となった。翌年の体重別では決勝で松本に指導2で敗れた。2012年には講道館杯で3位となり、2年ぶりにグランドスラム・東京に出場すると、決勝で桐蔭学園高校の山本杏にGSに入ってから指導2で敗れたものの、今大会2度目の2位となった。2013年5月の体重別では初優勝を飾った。2014年には再び階級を63kg級に上げると、実業個人で優勝を飾った。講道館杯では決勝で桐蔭学園高校2年の嶺井美穂に一本負けして2位にとどまった。

## 主な戦績
- 2000年 - 全国中学校柔道大会　個人戦　2位(57kg級)　団体戦　優勝

以降は63kg級での戦績
- 2001年 - 全国中学校柔道大会　個人戦　優勝　団体戦　5位
- 2003年 - 講道館杯　3位
- 2004年　- ブルガリア国際　7位
- 2004年 - 全国高等学校柔道選手権大会　3位
- 2004年 - フランスジュニア国際　優勝
- 2004年 - 世界ジュニア　5位
- 2005年 -　全日本学生柔道優勝大会　2位
- 2005年 - 学生体重別　優勝
- 2005年 - 講道館杯　3位
- 2005年 - 青島国際　3位
- 2006年　- ポーランド国際　優勝
- 2006年 - 体重別　2位
- 2006年 - 全日本学生柔道優勝大会　2位
- 2006年 - 学生体重別　優勝
- 2006年 - 東アジア選手権　優勝
- 2006年 - 体重別　2位
- 2006年 - 講道館杯　2位
- 2007年　- オーストリア国際　3位
- 2007年 - 体重別　3位
- 2007年 - 全日本学生柔道優勝大会　優勝
- 2007年 - 学生体重別　2位
- 2007年 - 講道館杯　3位
- 2007年 - 嘉納杯　3位
- 2008年　- ハンガリー国際　3位
- 2008年 - 全日本学生柔道優勝大会　2位
- 2008年 - 東アジア選手権　2位
- 2008年 - 学生体重別　3位
- 2008年 - 講道館杯　3位
- 2009年　- グランドスラム・パリ　2位
- 2009年 - 体重別　3位
- 2009年 - グランドスラム・リオデジャネイロ　5位
- 2009年 - 講道館杯　優勝
- 2009年 - グランプリ・アブダビ　2位
- 2009年 - グランドスラム・東京　3位
- 2010年　- ワールドマスターズ 5位

以降は57kg級での戦績
- 2010年 - 実業個人　2位
- 2010年 - 講道館杯　3位
- 2010年 - グランドスラム・東京　2位
- 2011年　- ワールドカップ・オーバーヴァルト　3位
- 2011年 - 体重別　2位
- 2011年 - 講道館杯　5位
- 2011年 - プレ・オリンピック大会　2位
- 2012年　- 体重別　3位
- 2012年 - 実業個人　2位
- 2012年 - 講道館杯　3位
- 2012年 - グランドスラム・東京　2位
- 2013年　- グランプリ・デュッセルドルフ　2位
- 2013年 -　体重別　優勝
- 2013年 -　東アジア大会　3位

63kg級での戦績
- 2014年 -　実業個人　優勝
- 2014年 -　ヨーロッパオープン・グラスゴー 3位
- 2014年 - 講道館杯　2位
- 2015年 -　国体成年女子の部　2位

(出典、JudoInside.com)